# Casalinghitudine
Casalinghitudine è il secondo romanzo di Clara Sereni, pubblicato nel 1987 da Einaudi e finalista al Premio Bergamo 1988. 
Strutturato attorno a 105 ricette, il libro si presenta come un'autobiografia in cui il cibo è metafora del viaggio di scoperta di sé. Le ricette sono separate graficamente dalla narrazione: l'elenco degli ingredienti è seguito dalla narrazione in prima persona della preparazione. A queste sequenze culinarie si alternano ricordi e riflessioni.